# Go Soo
Đây là một tên người Triều Tiên, họ là Go.
Go Soo (sinh ngày 4 tháng 10 năm 1978) là một nam diễn viên người Hàn Quốc được biết đến qua các phim truyền hình Piano, Hoa hồng xanh, Tuyết có rơi đêm Giáng Sinh?, cũng như các phim điện ảnh Some (2004) và White Night năm 2009.

## Tiểu sử

### Khởi nghiệp
Go Soo xuất hiện lần đầu trong một đoạn quảng cáo thức uống trên truyền hình, diễn cảnh anh đang đợi bạn gái tan học. Vào năm 1998, anh xuất hiện trong một vai phụ trong một video ca nhạc của ban nhạc Position "Last Promise". Anh có bước nhảy đầu tiên vào truyền hình vào năm 1999 khi tham gia bộ phim sitcom của đài MBC Jump. Vẻ ngoài đẹp trai và nụ cười dễ thương của anh trong phim gợi khán giả nhớ đến Cho Hyeon Jae và Ji Sung. Anh cũng nhận được những lời khen ngợi từ giới phê bình khi xuất hiện trong phim truyền hình Piano vào năm 2001. Một bài phê bình đã miêu tả anh như một "diễn viên thực thụ." Piano là bộ phim truyền hình đầu tiên của anh, được sản xuất bởi đài truyền hình SBS, nơi anh được mời ký một bản hợp đồng, kể từ đó, tất cả các phim truyền hình anh đóng đều được SBS sản xuất.

### Sự nổi tiếng
Go ghi dấu ấn trong bộ phim điện ảnh đầu tiên  Some vào năm 2004 trong vai nhân viên cảnh sát điều tra tội phạm ma túy, đây là phim đầu tiên anh diễn những pha mạo hiểm. Vào năm 2005, anh diễn bộ phim truyền hình thuộc thể loại hành động Bông hồng xanh, đóng vai một người đàn ông giản dị, yêu một người phụ nữ giàu có và bị vu oan là phạm tội. Bông hồng xanh được quay phim tại Trung Quốc và Hàn Quốc, bên cạnh Full House và Beijing My Love.
Năm 2005, Go nhận được giải thưởng Ngôi sao mới tại Liên hoan phim Daejong lần thứ 42. Dự án mới của anh vào cuối năm 2005 là bộ phim hài tình cảm Marry A Millionaire, (Lấy chồng triệu phú). Trong phim, anh đóng vai người giao hàng, được một nhà sản xuất truyền hình mời đóng vai người đàn ông giàu có thu hút nhiều cô gái nhờ vào vẻ ngoài đẹp trai. Sau những vai diễn hiền lành và giản dị trong các phim truyền hình, và trong lúc đang đóng phim Marry A Millionaire, anh đã xuất hiện với bộ ngực trần trong một quảng cáo điện thoại di động trên truyền hình.  Ngoại hình của anh rất nam tính vì anh thường xuyên  tập thể hình và chơi thể thao. Go Soo bắt đầu nhập ngũ vào ngày 2 tháng 3 năm 2006 và anh được bổ nhiệm công tác tại Civil Service Personnel  ở  tỉnh Gang Nam, Seoul. Go tham gia  quân đội cùng  đợt với các diễn viên Ji Sung, Suh Ji Suk, và không lâu sau là  Song Seung-hun.

### 2006-2008: Xuất ngũ
Vào ngày 25 tháng 4 năm 2008, anh xuất ngũ và đã được công nhận vì hoàn thành xuất sắc nhiệm vụ tại  Public Interest Service Personnel.  Sau 2 năm 2 tháng ở trong quân đội, Go trở lại với diễn xuất, lần này là ở sân khấu kịch, với dự án The Return of President Eom. Anh được mời tham gia  thông qua lời giới thiệu từ người tiền bối của anh  - diễn viên  Cho Jae-hyun, hai người từng hợp tác trong phim  Piano,Cho đã đóng vai cha của anh trong phim.Theo nguồn tin thân cận, sau khi đóng phim  Piano, Cho Jae Hyun là  vị tiền bối mà Go So tôn sùng nhất. Go Soo cũng là một trong những diễn viên xuất hiện trong album ảnh "Kolon Christmas Photo Shoot" vào năm  2008,  cùng với các diễn viên Joo Jin Mo, Song Il-gook, Jang Geun-suk, và Park Jae-jung.

### Sự trở lại
Vào năm  2009, anh đóng phim điện ảnh  White Night, dựa theo nguyên tác của một tiểu thuyết cùng tên của Nhật Bản. Go cũng hoàn thành quyển nhật ký ảnh đầu tiên của anh, "24 giờ với Go Soo", được sản xuất bởi diễn viên kiêm ca sĩ Ryu Shi-won, người xem anh như một nàng thơ. Bộ ảnh chiếm gần 100 bức ảnh,  được sản xuất dưới dạng DVD. Ryu  cũng hộ sự nghiệp của Go.
Anh ấy có sự trở về với truyền hình trong một phim thuộc thể loại melodrama, do SBS sản xuất, với tựa đề Will It Snow For Christmas? (Tuyết có rơi vào đên giáng sinh?) bắt đầu phát sóng vào ngày 02 tháng 12 năm 2009. Go cũng diễn xuất trong phim Psychic, đã được phát hành vào tháng 05 năm 2010.
Bộ phim Highland Battle, đã phát hành vào mùa hè năm 2011.
Bộ phim mới nhất của Go là: Love 911 phát hành vào năm 2012
Go bây giờ là một tài năng của công ty nghệ thuật BH Entertainment do ngôi sao của phim All In Lee Byung-hun làm chủ, cũng là công ty quản lý của Han Hyo-joo và Han Chae-young.

## Cuộc sống cá nhân
Ngày 17 tháng 02 năm 2012 vừa qua, anh đã kết hôn với sinh viên nghệ thuật Kim Hye Yeon, nhỏ hơn anh 11 tuổi. Cặp đôi gặp nhau vào năm 2008 tại buổi công chiếu phim WhiteNight

## Các phim đã đóng

### Truyền hình
- Will It Snow On Christmas? vai Cha Kang Jin (SBS, 2009)
- Marrying a Millionaire vai Kim Young Hoon (SBS, 2005)
- Green Rose vai Lee Jung Hyun (SBS, 2005)
- When a Man Loves a Woman vai Ji Hoon (SBS, 2004)
- My Fair Lady vai Shin Young Ho (SBS, 2003)
- Age of Innocence vai Tae Suk (SBS, 2002)
- Piano vai Han Jae Su (SBS, 2001)
- Say It With Your Eyes vai anh trai của Ki Woong (MBC, 2000–2001)
- Mothers and Sisters vai Jang Kyong Bin (MBC, 2000)
- My Funky Family (MBC, 2000)
- Jump (MBC, 2000)

### Điện ảnh
- Love 911 vai Kang Il (2012)
- The Front Line vai Kim Soo Hyuk (2011)
- Psychic vai Im Gyoo Nam (2010)
- White Night vai Kim Yo Han (2009)
- Some vai Kang Sung Joo (2004)

### Kịch
- The Return of President Eom / Mr. Eom's Return (돌아온 엄사장, 23 tháng năm, 3 tháng 8 năm 2008)

## Phim quảng cáo
- Sunny 300 Soft Drink
- Sunny 10 Soft Drink
- KTFever
- Bachuss
- BH Fashion
- Popeyes Chicken
- Ziozia Fashion
- N2O
- MayPole
- Nescafé
- Comodo Square
- Hana Bank
- Sony DC Korea
- Merrell

## Video ca nhạc
- Left Alone - Lee Soo Young
- Sad Gift - Kim Jang Hoon
- Burn My Face In Tears - Jang Na-ra
- I'll Be Back -Yoo Seung Jun

## Giải thưởng
| Năm  | Giải thưởng |
| ---- | --- |
| 2011 | - Style Icon Awards:: Top 10 Style Icon |
| 2010 | - 14th Puchon International Fantastic Film Festival: Male "Fantasia Award" (White Night)                                                              |
| 2005 | - 42nd Daejong Award (Grand Bell: Best New Actor (Some) - SBS Drama Awards: Best Actor (Green Rose) - SBS Drama Awards: Popularity Award (Green Rose) |
| 2003 | - Model Line "Popularity Award" at the "Best Dressers Awards"                                                                                         |
| 2002 | - SBS Drama Awards: Best Actor (Age of Innocence) - SBS Drama Awards: Popularity Award (Age of Innocence)                                             |
| 2001 | - SBS Drama Awards: Best New Actor (Piano) - SBS Drama Awards: Popularity Award (Piano)                                                               |
| 2000 | - MBC Drama Awards: Best New Actor |